# Мала Паукова
Мала Паукова је насељено место у општини Суња, Сисачко-мославачка жупанија, Република Хрватска.

## Историја
До територијалне реорганизације у Хрватској налазила се у саставу бивше велике општине Сисак. Мала Паукова се од распада Југославије до августа 1995. године налазила у Републици Српској Крајини.

## Становништво
| Националност       | 1991.        |
| Срби               | 161 (95,83%) |
| Хрвати             | 2 (1,19%)    |
| Југословени        | 1 (0,59%)    |
| остали и непознато | 4 (2,38%)    |
| Укупно             | 168          |

| Демографија | Демографија | Демографија |
| Година      | Становника  | Становника  |
| ----------- | ----------- | ----------- |
| 1961.       | 243         |             |
| 1971.       | 202         |             |
| 1981.       | 187         |             |
| 1991.       | 168         |             |
| 2001.       | 69          |             |
| 2011.       |             | 39          |